# Маккей, Бонни
Бонни Маккей (Bonnie J. McCay; род. 6 октября 1941) — американский антрополог и эколог, специалист в области рыболовства. Доктор философии (1976), заслуженный профессор-эмерит Ратгерского университета. Член НАН США (2012). Отмечена Elinor Ostrom Award (2015).
Выросла в Южной Калифорнии.
Окончила Университет штата Орегон в Портленде (бакалавр антропологии).
Степени магистра (1971) и доктора философии (1976) по антропологии получила в Колумбийском университете. Заслуженный профессор-эмерит Ратгерского университета, в отставке с 2015 года.
Фелло Американской ассоциации содействия развитию науки, Американской антропологической ассоциации и Американского общества рыболовства. Член множества редколлегий, состоит в редколлегии PNAS. Изучает взаимодействие между рыбацкими обществами и морскими экосистемами. Работает в США и Канаде. Сотрудничает с учеными из Скандинавии и Великобритании.
Проводила полевые исследования в Канаде, США, Мексике.
Автор более 150 работ в научных журналах.
Автор трех книг: «The Question of the Commons» (1987), «Oyster Wars and the Public Trust: Property, Law, and Ecology in New Jersey History» (1998) «Enclosing the Commons: Individual Transferable Quotas in the Nova Scotia Fishery» (2002).